# Basiano
Basiano là một đô thị ở tỉnh Milano ở vùngLombardia, khoảng 25 km về phía đông bắc của tỉnh lỵ Milano. Đến thời điểm 31 tháng 12 năm 2004, dân số đô thị này là 3.129 người, diện tích là 4,6 km².
Basiano giáp các đô thị:: Ornago, Roncello, Trezzano Rosa, Cavenago di Brianza, Pozzo d'Adda, Cambiago, Masate.